# Таблица Витхоффа
В математике таблица Витхоффа —  бесконечная целочисленная матрица, полученная из последовательности Фибоначчи и названная в честь голландского математика Виллема Абрахама Витхоффа. Была определена математиком Моррисоном в 1980 году на основе пар Витхоффа, координат выигрышных позиций в игре Витхоффа; может также быть определена с помощью чисел Фибоначчи и теоремы Цекендорфа или непосредственно через золотое сечение и рекуррентное соотношение, определяющее числа Фибоначчи. Каждое положительное целое число встречается в таблице ровно один раз, и путём сдвига строк таблицы можно получить любую целочисленную последовательность, определяемую рекуррентным соотношением Фибоначчи.

## Значения
Массив Витхоффа имеет следующие значения
{\displaystyle {\begin{matrix}1&2&3&5&8&13&21&\cdots \\4&7&11&18&29&47&76&\cdots \\6&10&16&26&42&68&110&\cdots \\9&15&24&39&63&102&165&\cdots \\12&20&32&52&84&136&220&\cdots \\14&23&37&60&97&157&254&\cdots \\17&28&45&73&118&191&309&\cdots \\\vdots &\vdots &\vdots &\vdots &\vdots &\vdots &\vdots &\ddots \\\end{matrix}}} последовательность A035513 в OEIS.

## Эквивалентные определения
Вдохновленный аналогичным массивом, ранее определенным Столярским (1977), Моррисон определил массив Витхоффа следующим образом. Пусть {\displaystyle \varphi ={\frac {1+{\sqrt {5}}}{2}}} обозначает золотое сечение; тогда {\displaystyle i}-я выигрышная позиция в игре Витхоффа задается парой целых положительных чисел {\displaystyle (\lfloor i\varphi \rfloor ,\lfloor i\varphi ^{2}\rfloor )}, где числа в каждой паре определяют две комплементарные последовательности Битти, в которой каждое натуральное число встречается ровно в одной из двух последовательностей. Моррисон определяет первые два числа {\displaystyle m}-й строка матрицы как пару Витхоффа, задаваемую уравнением {\displaystyle m=\lfloor i\varphi \rfloor }, остальные числа в строке задаются рекуррентным соотношением Фибоначчи. То есть элемент матрицы {\displaystyle A_{m,n}} определяется как
{\displaystyle A_{m,1}=\left\lfloor \lfloor m\varphi \rfloor \varphi \right\rfloor },
{\displaystyle A_{m,2}=\left\lfloor \lfloor m\varphi \rfloor \varphi ^{2}\right\rfloor },
{\displaystyle A_{m,n}=A_{m,n-2}+A_{m,n-1}}, {\displaystyle n>2}.
Представление Цекендорфа натурального числа — представление его в виде суммы различных чисел Фибоначчи, никакие два из которых не являются последовательными членами последовательности Фибоначчи. Как описывает Кимберлинг (1995 г.), числа в каждой строке матрицы имеют представления Цекендорфа, отличающиеся друг от друга сдвигом, а числа в каждом столбце матрицы имеют представления Цекендорфа с одним и тем же наименьшим числом Фибоначчи. В частности, элемент {\displaystyle A_{m,n}} можно определить как {\displaystyle m}-е наименьшее число, чьё представление Цекендорфа начинается с {\displaystyle n}-го числа Фибоначчи.

## Свойства
Каждая пара Витхоффа встречается в таблице Витхоффа ровно один раз, в виде последовательной пары чисел в одной строке, с нечетным индексом для первого элемента пары и четным для второго. Поскольку каждое натуральное число встречается ровно в одной паре Витхоффа, каждое натуральное число встречается ровно один раз и в таблице Витхоффа (Моррисон, 1980).
Таблица Витхоффа содержит любую последовательность натуральных чисел, удовлетворяющих рекуррентному соотношению Фибоначчи, с точностью до сдвига не более, чем на конечное число позиций. В частности, сама последовательность Фибоначчи представлена первой строкой таблицы, а последовательность Люка, начиная с третьего её члена, представлена второй строкой таблицы (Моррисон, 1980).

## Внешние ссылки
- Weisstein, Eric W. Wythoff Array (англ.) на сайте Wolfram MathWorld.